# Kamińsk (województwo mazowieckie)
Kamińsk – wieś w Polsce położona w województwie mazowieckim, w powiecie radomskim, w gminie Jedlińsk. Ma status sołectwa.
Prywatna wieś szlachecka Kamieńsko, położona była w drugiej połowie XVI wieku w powiecie radomskim województwa sandomierskiego. W latach 1975–1998 miejscowość administracyjnie należała do województwa radomskiego.
Wierni Kościoła rzymskokatolickiego należą do parafii św. Bartłomieja we Wsoli.

## Demografia
Według Narodowego Spisu Powszechnego 2011 liczba ludności we Nartach to 206 z czego 49% mieszkańców stanowią kobiety, a 51% ludności to mężczyźni. Miejscowość zamieszkuje 1,5% mieszkańców gminy.
60,1% mieszkańców wsi jest w wieku produkcyjnym, 26,5% w wieku przedprodukcyjnym, a 13,4% mieszkańców w wieku poprodukcyjnym.
| Rok             | 1998 | 2002 | 2009 | 2011 |
| Liczba ludności | 170  | 157  | 186  | 206  |